# Aleksandr Márkov (astrónomo)
Aleksandr Vladímirovich Márkov (en ruso: Алекса́ндр Влади́мирович Ма́рков) (1897, alrededores de Chernianka, actualmente óblast de Bélgorod-19 de noviembre de 1968) fue un astrónomo ruso de la etapa soviética.

## Semblanza
Markov se graduó en la Universidad Estatal de San Petersburgo en 1923. Realizó estudios de posgrado en el Observatorio de Púlkovo en 1926. A continuación, trabajó en Leningrado, en la Oficina Central del Instituto de Investigación Geodésica, Cartografía y Fotografía Aérea y en el Instituto Estatal de Óptica. En 1944 pasó a ser empleado del Observatorio de Púlkovo.
Realizó sus principales investigaciones en los campos de la fotometría astronómica e instrumentación asociada, de la espectrofotometría, de la polarimetría y de la radiometría. Desarrolló la teoría general de la microfotometría, construyendo el primer microfotómetro en la Unión Soviética para realizar mediciones sobre placas fotográficas en 1934.
Realizó estudios pioneros en la URSS para determinar la temperatura de la superficie lunar. Participó activamente en el procesamiento de las fotografías de la cara oculta de la luna, y lanzó la idea para la medición de la radiación infrarroja lunar usando telescopios con monitores de radiación, situados en la parte superior de la troposfera mediante globos de aire caliente.

## Eponimia
- El cráter lunar Markov lleva este nombre en su memoria,[2] honor compartido con el matemático ruso del mismo apellido Andréi Márkov (1856-1922).